# Centrum (Paramaribo)
Centrum is een stadsressort van de Surinaamse hoofdstad Paramaribo. In 2012 had ressort Centrum volgens cijfers van het Centraal Bureau voor Burgerzaken (CBB) 20.631 inwoners. De historische binnenstad van Paramaribo, het oudste gedeelte van de stad, maakt deel uit van het ressort Centrum. De meeste bezienswaardigheden van de stad bevinden zich dan ook hier.
Beekhuizen · Blauwgrond · Centrum · Flora · Latour · Livorno · Munder · Pontbuiten · Rainville · Tammenga · Weg naar Zee · Welgelegen